# Mihály Dávid
Mihály Dávid (Purcăreţ, Bistriţa-Năsăud, Romania, 31 de juliol de 1886 - 1944) va ser un atleta austrohongarès que va competir a començaments del segle xx. El 1906 va prendre part en els Jocs Olímpics disputats a Atenes. En ells guanyà la medalla de plata en el Llançament de pes, alhora que disputà quatre proves de llançaments més.